# 克勞福德縣 (密歇根州)
克勞福德縣（英語：Crawford County）是美國密歇根州下半島中北部的一個縣。面積1,459平方公里。根據美國2000年人口普查，共有人口14,273人。縣治格雷靈市。
成立於1840年，原名沙瓦諾縣（Shawano County），1843年改名，縣政府成立於1879年。縣名來自威斯康辛州普雷里德欣的克勞福德堡（紀念在詹姆斯·麥迪遜和安德魯·傑克遜時期分別擔任戰爭部長和財政部長的威廉·哈里斯·克勞福德）。
另外在1818年成立的克勞福德縣後來成為威斯康辛州的領土。